# Нелиповецька сільська рада
Нелипове́цька сільська́ ра́да — адміністративно-територіальна одиниця та орган місцевого самоврядування в Кельменецькому районі Чернівецької області. Адміністративний центр — село Нелипівці.

## Загальні відомості
- Населення ради: 2 493 особи (станом на 2001 рік)

## Населені пункти
Сільській раді підпорядковані населені пункти:
- с. Нелипівці
- с. Браїлівка

## Склад ради
Рада складається з 16 депутатів та голови.
- Голова ради: Плаксійчук Семен Семенович
- Секретар ради: Ваданюк Раїса Миколаївна

### Керівний склад попередніх скликань
| Прізвище, ім'я, по батькові | Основні відомості                                                 | Дата обрання | Дата звільнення |
| --------------------------- | ----------------------------------------------------------------- | ------------ | --------------- |
| Плаксійчук Семен Семенович  | Сільський голова, 1961 року народження, освіта вища, безпартійний | 26.03.2006   | 31.10.2010      |
| Плаксійчук Семен Семенович  | Сільський голова, 1961 року народження, освіта вища, безпартійний | 31.10.2010   | 26.11.2015      |
| Плаксійчук Семен Семенович  | Сільський голова, 1961 року народження, освіта вища, безпартійний | 26.10.2015   |                 |

Примітка: таблиця складена за даними сайту Верховної Ради України

### Депутати
За результатами Місцеві вибори в Україні 2015 депутатами ради стали:

#### За суб'єктами висування
| Суб'єкт висування                                       | Кількість обраних депутатів | %    |
| ------------------------------------------------------- | --------------------------- | ---- |
| Самовисування                                           | 11                          | 78,5 |
| Політична партія Всеукраїнське об'єднання «Батьківщина» | 3                           | 21,5 |

#### За округами
| № округу                                                | Прізвище, ім'я, по батькові     | Дата визнання обраним | Освіта             | Партійна приналежність | Відомості про обраного депутата                     |
| ------------------------------------------------------- | ------------------------------- | --------------------- | ------------------ | ---------------------- | --------------------------------------------------- |
| Політична партія Всеукраїнське об'єднання «Батьківщина» |                                 |                       |                    |                        |                                                     |
| 1                                                       | Навозняк Світлана Миколаївна    | 26.10.2015            | середня спеціальна | позапартійна           | Відділення поштового зв’язку с.Лукачівка, начальник |
| 4                                                       | Сидорак Ганна Сергіївна         | 26.10.2015            | середня спеціальна | позапартійна           | тимчасово не працює                                 |
| 7                                                       | Гричанюк Родіон Анатолійович    | 26.10.2015            | середня спеціальна | позапартійний          | Тимчасово не працює                                 |
| Самовисування                                           |                                 |                       |                    |                        |                                                     |
| 2                                                       | Головатюк Ігор Петрович         | 26.10.2015            | вища               | позапартійний          | Приватний підприємець                               |
| 3                                                       | Чорний Дмитро Вікторович        | 26.10.2015            | середня-спеціальна | позапартійний          | Приватний підприємець                               |
| 5                                                       | Баранецький Юрій Антонович      | 26.10.2015            | середня спеціальна | позапартійний          | тимчасово не працює                                 |
| 6                                                       | Житарюк Лідія Василівна         | 26.10.2015            | середня спеціальна | позапартійна           | продавець                                           |
| 8                                                       | Фрасинюк Наталія Іванівна       | 26.10.2015            | вища               | позапартійна           | Нелиповецький НВК, Вихователь-методист              |
| 9                                                       | Маріуца Андрій Валерійович      | 26.10.2015            | вища               | позапартійний          | тимчасово не працює                                 |
| 10                                                      | Томак Тетяна Віталіївна         | 26.10.2015            | середня спеціальна | позапартійний          | Нелиповецький НВК, вихователь                       |
| 11                                                      | Сікорська Тетяна Іванівна       | 26.10.2015            | вища               | позапартійна           | тимчасово не працює                                 |
| 12                                                      | Андрущак Валентина Іванівна     | 26.10.2015            | середня спеціальна | позапартійна           | Будинок культури с. Нелипівці, завідувачка          |
| 13                                                      | Ваданюк Раїса Миколаївна        | 26.10.2015            | вища               | позапартійна           | Нелиповецька сільська рада, секретар                |
| 14                                                      | Давидний Олександр Валентинович | 26.10.2015            | середня спеціальна | позапартійний          | тимчасово не працює                                 |

## Населення
Згідно з переписом УРСР 1989 року чисельність наявного населення сільської ради становила 3383 особи, з яких 1505 чоловіків та 1878 жінок.
За переписом населення України 2001 року в сільській раді мешкало 2485 осіб.

### Мова
Розподіл населення за рідною мовою за даними перепису 2001 року:
| Мова       | Відсоток |
| ---------- | -------- |
| українська | 96,47 %  |
| російська  | 2,21 %   |
| молдовська | 1,08 %   |
| білоруська | 0,08 %   |
| гагаузька  | 0,04 %   |